# Ted Ross
Ted Ross właśc. Theodore Ross Roberts (ur. 30 czerwca 1934 roku w Zanesville, zm. 3 września 2002 w Dayton) – amerykański aktor.
Aktor odgrywał rolę strachliwego lwa w musicalu Czarnoksiężnik z Krainy Oz – zarówno w wersji broadwayowskiej z 1975 r., jak i filmowej Sidneya Lumeta z 1978 r., będącej afroamerykańską adaptacją pt The Wiz.
Ta rola jest najbardziej znaną kreacją aktorską Teda. Za wersję sceniczną zdobył nagrodę Tony. Zagrał u boku Michaela Jacksona i Diany Ross.
Ted Ross wystąpił też w serialach Bill Cosby Show, Jeffersonowie, Inny Świat. Występował też w filmach, min. w Akademii Policyjnej. Jego ostatni film to Fisher King, gdzie wystąpił obok Robina Williamsa.
Ross urodził się w Zanesville, Ohio, w wieku siedmiu lat przeniósł się z rodziną do Dayton. Umarł w wyniku powikłań po udarze, który miał miejsce w 1998 roku.
W jednej ze scen w The Wiz wypowiada kwestię Strachliwego Lwa (scena – Trujące Maki), by prochy po jego śmierci zostały rozsypane. Słowa te stały się prorocze. Jego ciało zostało spalone, a prochy rozsypane.